# Palpomyia aldrichi
Palpomyia aldrichi är en tvåvingeart som först beskrevs av Malloch 1915.  Palpomyia aldrichi ingår i släktet Palpomyia och familjen svidknott. Inga underarter finns listade i Catalogue of Life.